# Lantana (film, 2001)
Pour les articles homonymes, voir Lantana (homonymie).
Pour plus de détails, voir Fiche technique et Distribution.
Lantana est un film australien réalisé par Ray Lawrence, sorti en 2001.

## Synopsis
Dans les environs de Sydney, la psychiatre Valerie Somers disparaît durant la nuit. Le film suit plusieurs destins croisés de personnages qui lui sont plus ou moins liés...

## Fiche technique
- Titre : Lantana
- Titre original : Lantana
- Réalisation : Ray Lawrence
- Scénario : Andrew Bovell (d'après sa propre pièce Speaking in Tongues)
- Production : Jan Chapman
- Musique : Steve Hadley, Bruce Haymes, Paul Kelly, Peter Luscombe, Shane O'Mara
- Photographie : Mandy Walker
- Montage : Karl Sodersten
- Décors : Kim Buddee
- Costumes : Margot Wilson
- Sociétés de production : Australian Film Finance Corporation (AFFC), Jan Chapman Films, MBP
- Pays d'origine :  Australie, coproduction  Allemagne
- Langue originale : anglais
- Format : Couleurs - 2,35:1 - Dolby Digital - 35 mm
- Genres : Drame -  Policier - Film choral
- Durée : 121 minutes
- Dates de sortie :
  -  Australie : 8 juin 2001 (Festival de Sydney), 4 octobre 2001 (sortie nationale)
  -  France : 12 avril 2002 (Festival de Cognac), 24 juillet 2002 (sortie nationale)
  -  Belgique : 14 août 2002
  -  Allemagne : 7 novembre 2002

## Distribution
Légende : Version Québécoise = VQ
- Anthony LaPaglia (VQ : Jean-Luc Montminy) : Détective Leon Zat
- Geoffrey Rush (VQ : Denis Mercier) : John Knox
- Rachael Blake (VQ : Linda Roy) : Jane "Janie" O'May
- Kerry Armstrong (VQ : Élise Bertrand) : Sonja Zat
- Manu Bennett : Steve Valdez
- Melissa Martinez : Lisa
- Nicholas Cooper : Sam Zat
- Marc Dwyer : Dylan Zat
- Leah Purcell (VQ : Hélène Mondoux) : Claudia Wiss
- Barbara Hershey (VQ : Marie-Andrée Corneille) : Valerie Somers
- Glenn Robbins (VQ : Sylvain Hétu) : Pete O'May
- Daniella Farinacci (VQ : Violette Chauveau) : Paula D'Amato
- Vince Colosimo (VQ : Denis Roy) : Nik D'Amato
- Peter Phelps (VQ : Luis de Cespedes) : Patrick Phelan

## Autour du film
Le titre du film fait référence au lantana, une plante adventice envahissante très présente dans les environs de Sydney, où se déroule le film. La plante symbolise la complexité des liens qui s'entrecroisent entre les personnages et les événements de l'histoire.

## Distinctions

### Récompenses
- Australian Film Institute Awards 2001:  meilleur film, meilleur réalisateur, meilleur scénario adapté, meilleur acteur pour Anthony LaPaglia, meilleure actrice pour Kerry Armstrong, meilleur acteur dans un second rôle pour Vince Colosimo et meilleure actrice dans un second rôle pour Rachael Blake
- IF Awards 2001: Meilleur film, meilleur acteur (Anthony LaPaglia), meilleure actrice (attribué collectivement à Barbara Hershey, Kerry Armstrong, Leah Purcell, Rachael Blake et Daniella Farinacci), meilleur réalisateur, meilleur scénario, prix du box-office
- Festival du Film de Melbourne 2001: Prix du film le plus populaire
- Prix 2001 de la National Board of Review (USA): Reconnaissance spéciale pour l'excellence de la réalisation
- Prix Awgie 2001 de l'Australian Writers' Guild: meilleure adaptation pour un long métrage au cinéma
- Prix ASSG 2001 de l'Australian Screen Sound Guild: meilleur enregistrement son sur un tournage de long métrage
- Festival du film policier de Cognac 2002: Prix spécial du jury et prix de la critique
- Prix 2002 de la Film Critics Circle of Australia Awards: Meilleur film, meilleur acteur (Anthony LaPaglia), meilleure actrice (Kerry Armstrong), meilleur second rôle féminin (Daniella Farinacci), meilleur scénario d'adaptation
- ARIA Music Awards 2002: Meilleur album de bande originale
- Prix 2002 de l'Australian Cinematographers Society: Meilleure photo pour un long métrage au cinéma
- British Independent Film Awards 2002: Meilleur film étranger en langue anglaise
- Chlotrudis Awards 2003: Meilleur scénario d'adaptation

### Nominations
- Australian Film Institute Awards 2001:  Meilleur second rôle féminin (Daniella Farinacci), meilleure musique originale (Paul Kelly seulement), meilleurs costumes, meilleurs décors, meilleur montage, meilleur son
- Prix 2002 de la Film Critics Circle of Australia Awards: Meilleur réalisateur, meilleure photographie, meilleur montage, meilleure bande originale, meilleur second rôle masculin (Vince Colosimo  et Peter Phelps), meilleur second rôle féminin (Rachael Blake et Leah Purcell)
- Grand Prix de l'Union de la critique de cinéma 2003.
- Chlotrudis Awards 2003: Meilleur acteur (Anthony LaPaglia)

### Sélection
- Festival de Saint-Sébastien 2001 : sélection en compétition officielle